# 大新東

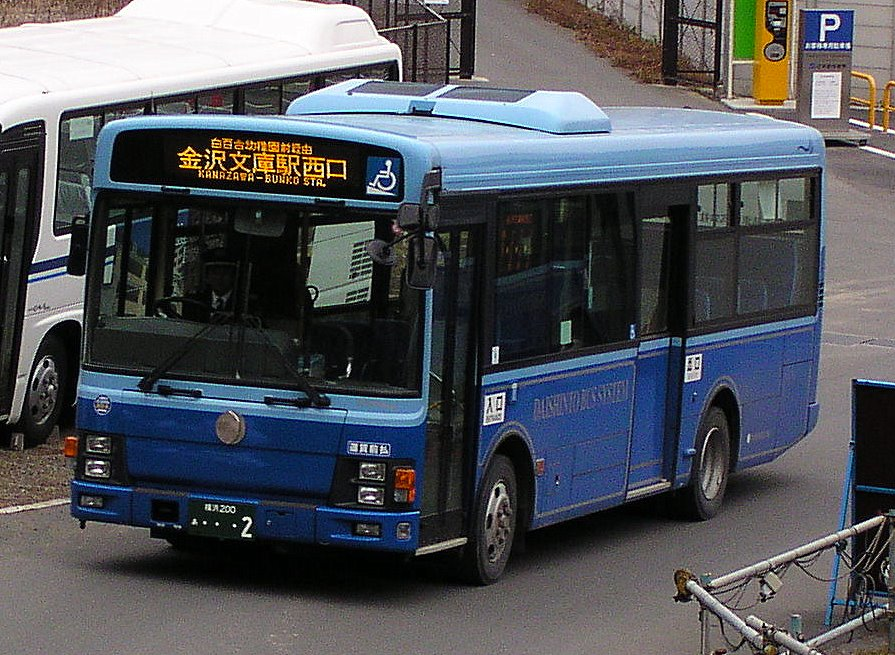
大新東のエルガミオ

大新東株式会社（だいしんとう、英語: DAISHINTO Inc.）は、東京都江東区に本社を置く自動車の運転業務・運行管理業務およびバス事業、各種施設管理業務のアウトソーシングサービスなどを営む企業。シダックスの子会社である。

## 概要
企業や官公庁・地方自治体が保有する自家用自動車の運行管理請負を行う。また地方自治体から委託を受けてコミュニティバスの運行業務も行う。デベロッパーと契約し大規模分譲マンションの居住者用送迎バスも運行する。
なお、同和鉱業片上鉄道線の廃止が持ち上がった際に、観光鉄道としての引継ぎを検討していた。また、呉市交通局が広島電鉄に事業譲渡するまで、警固屋出張所管轄路線の一部を受託運行していたことがある。

### 業務内容
- 車両運行管理事業[1]
- 旅客自動車運送事業[1]
  - 乗合バス事業：路線バス、コミュニティバスの運行
  - 貸切バス事業：観光バス、送迎バス、スクールバスの運行
  - 特定バス事業
- 各種施設の厨房設備の建設・保守、厨房機器の販売・レンタル[3]

## 沿革
- 1962年2月16日 - 「新東自動車興業」として設立。企業や官公庁・自治体が保有する自家用自動車の運行管理の請負を業とする。
- 1971年 - 大新東株式会社に商号変更、全国展開を開始。
- 1986年 - テーマパーク「日光江戸村」開業。
- 1995年10月 - JASDAQに株式を公開。
- 2004年12月21日 - 「日光江戸村」などの運営を中心とする観光・芸能関連子会社5社の株式・資産などを創業者オーナーに備忘価額にて譲渡し、業績不振が続いていた同事業から完全撤退した。
  - また、投資会社「カレイド・ホールディングス（東京都）」を引受先とする第三者割当増資を同日付で実施、カレイド社は大新東の発行済み株式の80%を取得、経営再建に乗り出した。
  - これらの施策に伴い、創業以来のオーナー一族は全員、保有株を会社に無償譲渡して経営から完全撤退した。
- 2006年 - 本社を東京都文京区小石川から東京都港区芝に移転。
- 2007年3月 - 株式公開買い付け (TOB) により、シダックスの連結子会社となる[4]。
- 2008年10月 - シダックスが再び株式公開買い付けを実施。成立後に株式交換を実施し、現在の東京証券取引所スタンダードでの上場廃止、シダックスの完全子会社となる[4]。
- 2009年4月 - 大新東ヒューマンサービス（現：シダックス大新東ヒューマンサービス）が、初の指定管理者制度による公立図書館の運営受託を開始[4]。
- 2013年5月 - 東京車両支社が、道路交通安全マネジメントシステムの国際規格「ISO39001」の認証を取得[4]。
- 2014年10月 - シダックス大新東ヒューマンサービスが、石川県からアンテナショップの運営を受託、銀座に「いしかわ百万石物語・江戸本店[5]」を開業[4]。シダックスグループでは初のアンテナショップ運営受託となる[4]。
- 2016年4月 - シダックス大新東ヒューマンサービスが、千葉県柏市に用地を借り「シダックスエコファーム」として農場（畑）を運営開始[4]。

## 本社・営業所
出典は公式サイト「営業所一覧」。旅客運送事業以外の営業所についてはリンクを参照。

### 本社
- 本社・事業推進室：東京都江東区東雲2-11-22 ニイチクビル5階
- 安全推進室：東京都江東区東雲2-11-22 ニイチクビル4階
- 本店：東京都調布市調布ケ丘3-6-3

### 関連会社
- シダックス大新東ヒューマンサービス株式会社
  - 車両管理以外の、施設管理サービスや人材派遣業務を業とする。
  - 本社：東京都渋谷区神南1-12-10 シダックス・カルチャービレッジ[6]
  - 本店：東京都調布市調布ケ丘3-6-3

### 旅客運送事業営業所
- 名取営業所：宮城県名取市増田字北谷11 パナソニック仙台工場2F
- 日光営業所：栃木県日光市柄倉770-13
- 佐野営業所：栃木県佐野市山形町291-1
- 茨城営業所：茨城県つくば市古来1452-1 五頭ビル2-C
- 草加営業所：埼玉県草加市稲荷5-32-3
- 千葉営業所：千葉県千葉市花見川区幕張本郷7-8-10
- 舞浜営業所：千葉県浦安市千鳥4-1
- 君津営業所：千葉県君津市北子安6-18-17
- 君津デマンド営業所：千葉県君津市箕輪865-5
- 有明営業所：東京都江東区東雲2-10-40
- 八王子営業所：東京都八王子市みなみ野1-6-8 片柳学園第2学生会館2階
- 神奈川営業所：神奈川県横浜市都筑区中川3-29-18 ラリーグラス209
- レイディアントシティ営業所：神奈川県横浜市金沢区大川7-4-106
- 岐阜マリア営業所：岐阜県岐阜市福富201 学校法人聖マリアの無原罪学園
- 南伊勢営業所：三重県度会郡南伊勢町内瀬1417-3
- 関西旅客営業所：大阪府大阪市西成区南津森3-3-22 マンションアサノ2 401号
- 福岡東営業所：福岡県糟屋郡新宮町三代西1-5-1
- 田川営業所：福岡県田川市大字夏吉494-4 エスティ緑ヶ丘104号室

## 乗合バス

### レイディアントシティ営業所

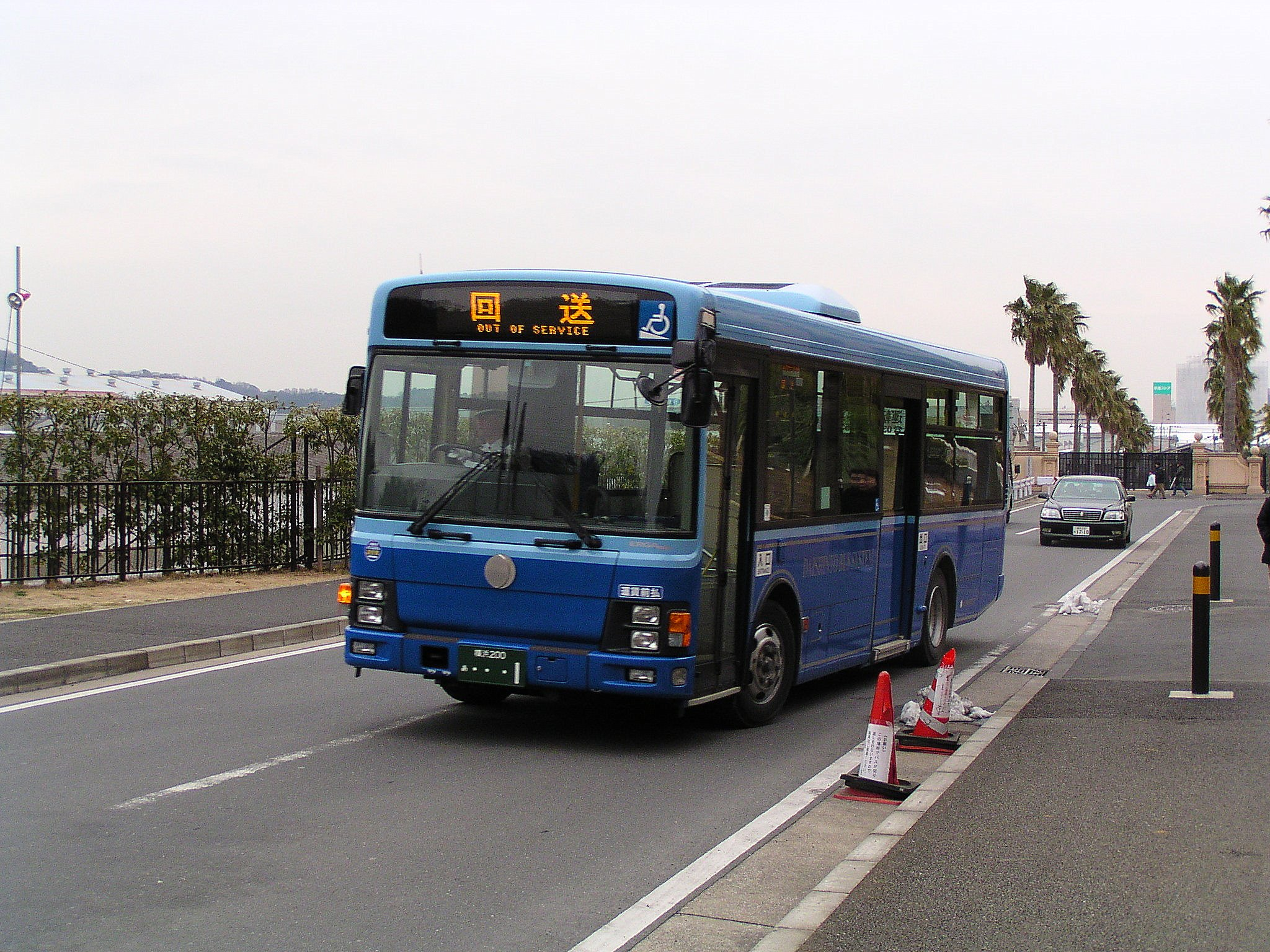
レイディアントシティ営業所に入る路線バス

- 金01：カルティエ4前 → 金沢文庫駅西口
- 金02：金沢文庫駅西口 → カルティエ5前
- 金03：金沢文庫駅西口 → 赤坂 → カルティエ5前

金01・02は2004年（平成16年）4月1日、金03は2014年（平成26年）10月1日運行開始。京急本線金沢文庫駅と日本綜合地所の大規模マンション「レイディアントシティ横濱ル・グランブルー」を結ぶ住民向けの路線であるが、一般客も利用可能である。
朝は5時過ぎから夜は24時前までと運行時間帯が幅広く、朝は5分間隔・日中は15分間隔と本数も比較的多い。運賃は終日大人180円・小児90円である。この運賃は近隣の距離別運賃に合わせたものである。深夜バスの割増料金設定などは一切ない。
金沢文庫駅西口 - 白百合幼稚園前間は道路事情により、往路と復路で途中の経路が異なっていたが、2016年（平成28年）11月より金沢文庫駅西口バスターミナルに乗り入れることとなり、往復とも同一道路（金01と同じ経路）を通るようになった。同区間は金01・02はノンストップであるが、金03が停車する赤坂バス停は「金沢文庫病院前」へ変更となった。
PASMOについては参入予定の意思があったが、見送りとなっている（バス共通カードも使用不可であった）。同線専用の定期券、回数券を発売している。2025年4月1日より交通系ICカード全国相互利用サービスの取り扱いを開始する予定。
車両
いすゞ自動車の大型路線バスエルガ（ノンステップバス）、中型路線バスエルガミオが投入されているが、路線の距離が3kmと短いため、10台に満たないほどの台数（8台）しか保有していない。2023年4月よりEV大型路線バスとしてEVモーターズ・ジャパンのF8 series2-City Bus 10.5mを新たに導入した。

### 関西旅客営業所
- サン・アンド・ムーン城崎温泉号
  - 難波OCAT・大阪梅田プラザモータープール - 江原・城崎温泉
  - かつては広栄交通バスなどが運行する高速路線バス「ブルーライナー」のブランド名で運行していたが、現在は他路線と同様の「サン・アンド・ムーン」のブランド名で運行する。車両は、トイレ無し4列シートハイデッカー車（ヒュンダイ・ユニバース）が使用される。
- サン・アンド・ムーン
  - ユニバーサル・スタジオ・ジャパン・難波OCAT・阪急梅田・京都駅八条口 - 町田ターミナルプラザ・新横浜駅北口・木更津金田バスターミナル・木更津駅西口・君津駅南口・君津バスターミナル
    - 2021年12月17日から運行開始。千葉県房総半島と関西を直接結ぶ高速バスはこの路線が初めてとなる[9]。また、東京都内は町田ターミナルプラザのみ停車し、東京都区部や横浜市内などといった大都市には停車しない異例の路線でもあった[10]。2023年4月より新たに新横浜駅が途中停留所として追加された。

  - ユニバーサル・スタジオ・ジャパン[11] ← 大阪梅田プラザモータープール[12]・難波OCAT[12]・南草津駅東口 - 東京駅八重洲口鍛冶橋駐車場・津田沼駅南口
    - 2023年7月20日から運行開始。千葉県津田沼地域と大阪府を直接結ぶ高速バスはこの路線が初めてとなる[13]。

  - 京都駅八条口・大阪梅田プラザモータープール[14]・難波OCAT[14]・神戸三宮 - 宇部バスストップ・小野田バスストップ・下関駅・HEARTS博多
    - 2023年10月5日から運行開始[15]。

### 君津営業所
2020年12月1日より、君津市コミュニティバスの人見・大和田・神門線及び中島・豊英線が79条自家用有償運行から、大新東の所有車両で運行する4条旅客運送に変更された。大新東としては、初の4条バス（乗合バス）としてのコミュニティバス受託となる。

## 貸切バス

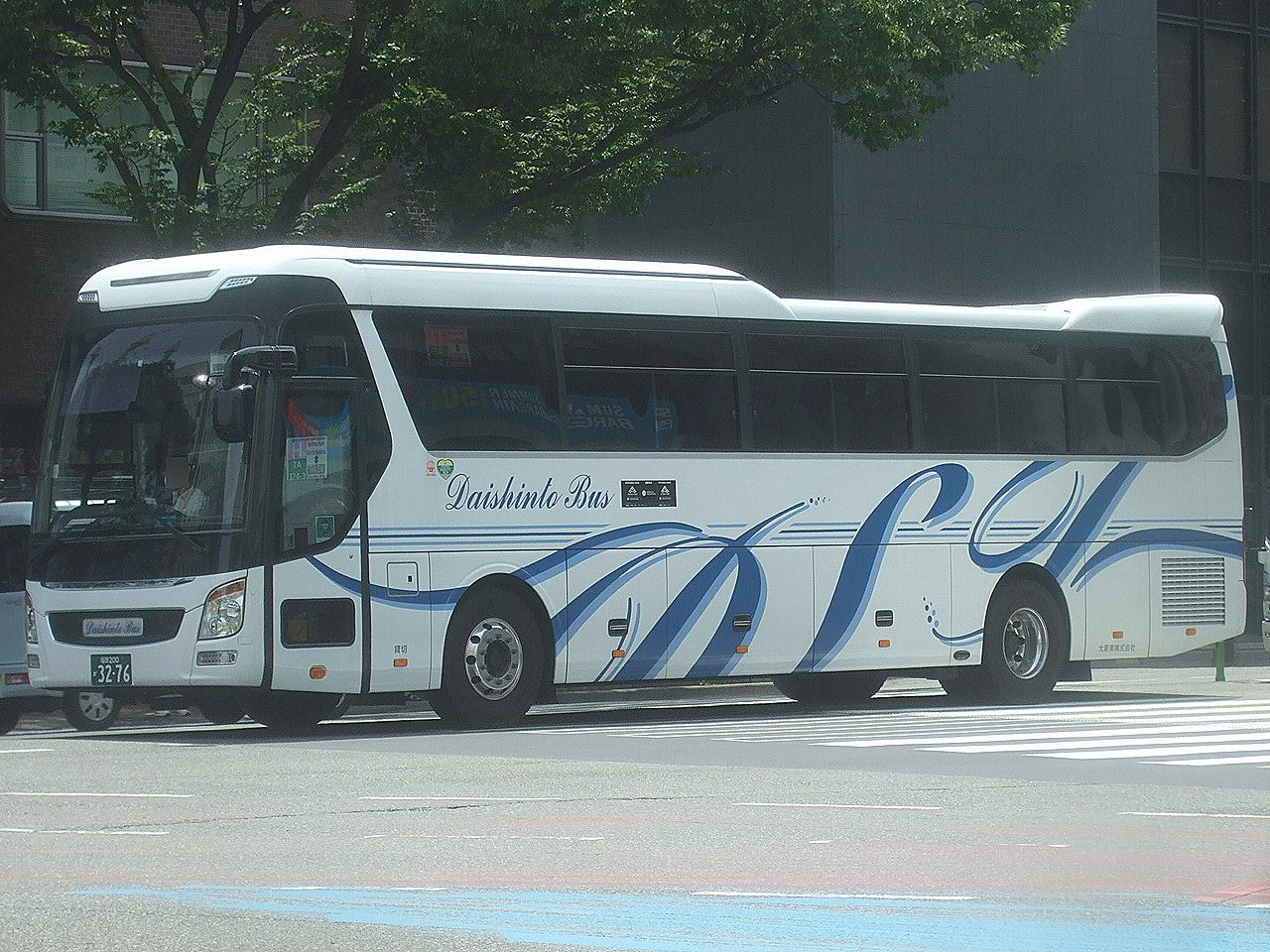
福岡営業所に所属する貸切車

北海道・東京都・千葉県・埼玉県・神奈川県の5箇所に貸切バス拠点を設けている。2016年にはインバウンド需要の高まりを受け、新たに福岡県・大阪府に営業所を開設した。
過去には広島県内にも拠点を構えていた。
貸切車は、全車ヒュンダイ・ユニバースで統一されている福岡営業所を除き、日野自動車製が中心である。

## コミュニティバス

### 現行路線
- 北海道中札内村：コミュニティバス「くるくる号」[16]
- 北海道更別村：更別村福祉バス[16][17] - 村営の福祉バスとして4路線を運行[18][19]。更別村の公式サイトには掲載されていない[17][20]。
- 北海道積丹町：積丹町生活交通バス - 北海道中央バス（余市営業所）の路線廃止を受け、2023年10月1日運行開始[21]。
- 宮城県名取市：なとりん号・なとりんくる - 2023年10月1日から委託運行（実証実験運行）を開始。2024年度より本格運行を予定[22]。
- 千葉県船橋市：高齢者支援協力バス[16] - 老人福祉センター送迎バスを活用した事業[23]。
- 千葉県君津市[24]：君津市デマンドタクシー「きみぴょん号」[16]、君津市コミュニティバス[25]
- 新潟県柏崎市[24]：西山町地区有償運送「にしやま号」[16]
- 長野県塩尻市[24]：塩尻市地域振興バス「すてっぷくん」[16]（楢川線）
- 長野県阿南町[24]：阿南町民バス[16]、阿南町南部公共バス[16]
- 長野県豊丘村[24]：豊丘村営バス[16]
- 三重県南伊勢町：南伊勢町営バス（デマンドバス） - 2012年10月1日運行開始。
- 岐阜県白川町[24]：予約制バス「おでかけしらかわ」 - 濃飛バスの路線廃止を受け、2018年10月1日運行開始。
- 大阪府富田林市・河南町・千早赤阪村：4市町村コミバス - 金剛バス事業廃止を受け、2023年12月21日運行開始（石川線、北大伴線、千早線）[26]。
- 大阪府千早赤阪村：村バス - 金剛バス事業廃止を受け、2023年12月21日運行開始[27]。
- 徳島県上勝町[24]：上勝町営バス
- 島根県安来市[24]：安来市広域生活バス「イエローバス」[16]
- 島根県雲南市[24]：雲南市民バス[28]
- 島根県西ノ島町[24]：西ノ島町営バス[16]
- 島根県浜田市[24]：浜田市生活路線バス[16]
- 福岡県添田町[24]： 添田町バス[16]

### 過去の受託路線
- 栃木県塩谷町：福祉ワゴン「ユリピーワゴン」[16] - 2020年3月31日をもって廃止[29]、翌4月1日よりデマンド交通「えかんべ号」へ移行[29][30]。
- 栃木県佐野市[24]：生活路線バス「さーのって号」-2020年3月末をもって交通事業者主体の佐野市生活路線バスに移行。委託先はJRバス関東へ変更。
- 長野県松本市：松本市営バス（奈川線）[16] - 委託先が四賀線を担当する[16]アルピコタクシーへ変更[31]、大新東は撤退。
- 長野県東筑摩郡生坂村：生坂村営バス（犀川線） - 委託先を安曇観光タクシーへ変更に伴い大新東が撤退。

## 管理する施設
- 旭温泉（北海道遠別町）
- 道の駅風Wとままえ（北海道苫前町）

### 管理していた施設
- 道の駅サーモンパーク千歳(北海道千歳市) - 2014年から2023年までシダックス大新東ヒューマンサービスが指定管理者であった